# Sand-Zwerggras
Das Sand-Zwerggras (Mibora minima) ist eine von zwei Arten der Pflanzengattung Zwerggras (Mibora) innerhalb der Familie der Süßgräser (Poaceae).

## Beschreibung

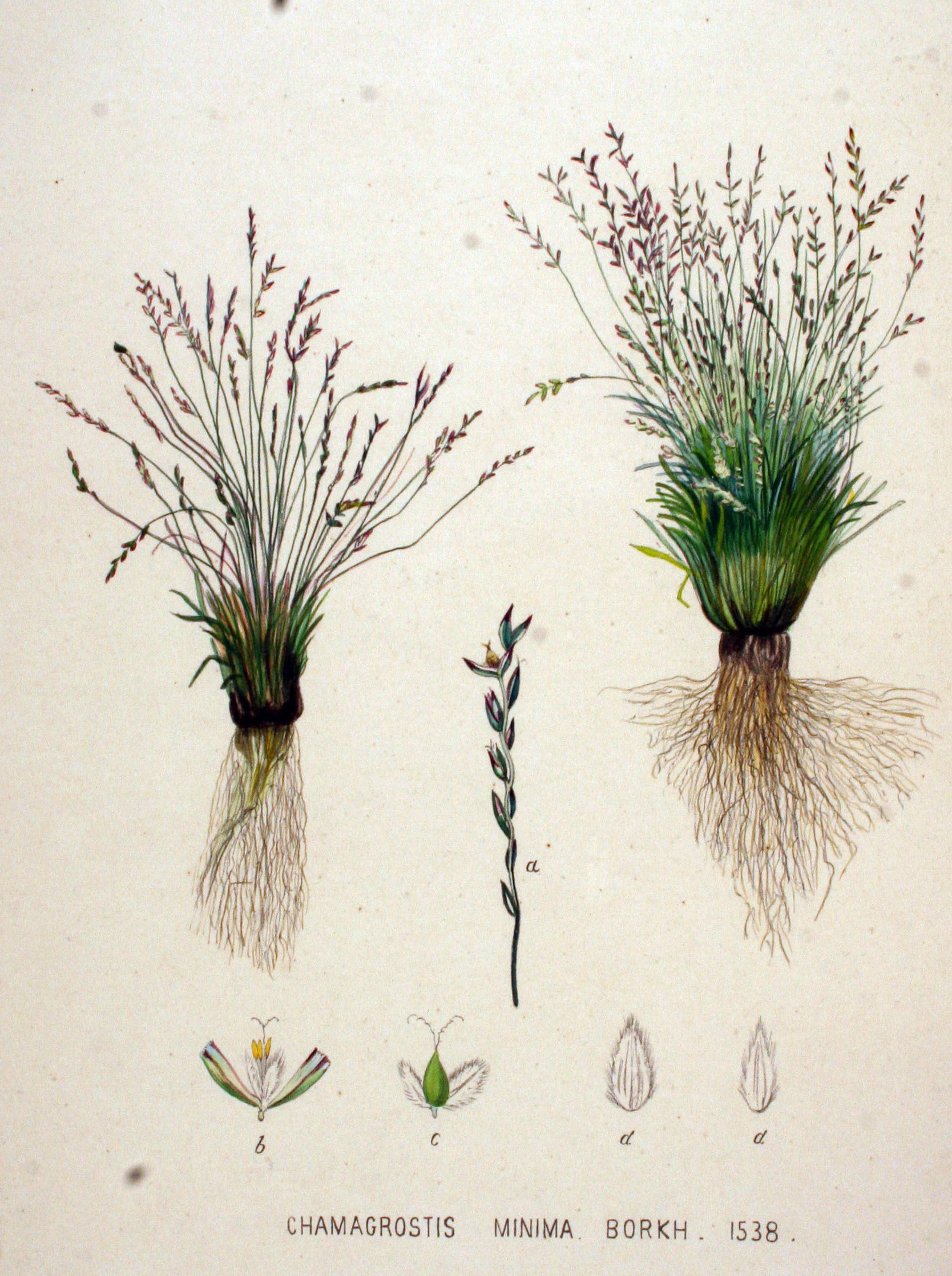
Illustration aus Flora Batava, Band 20

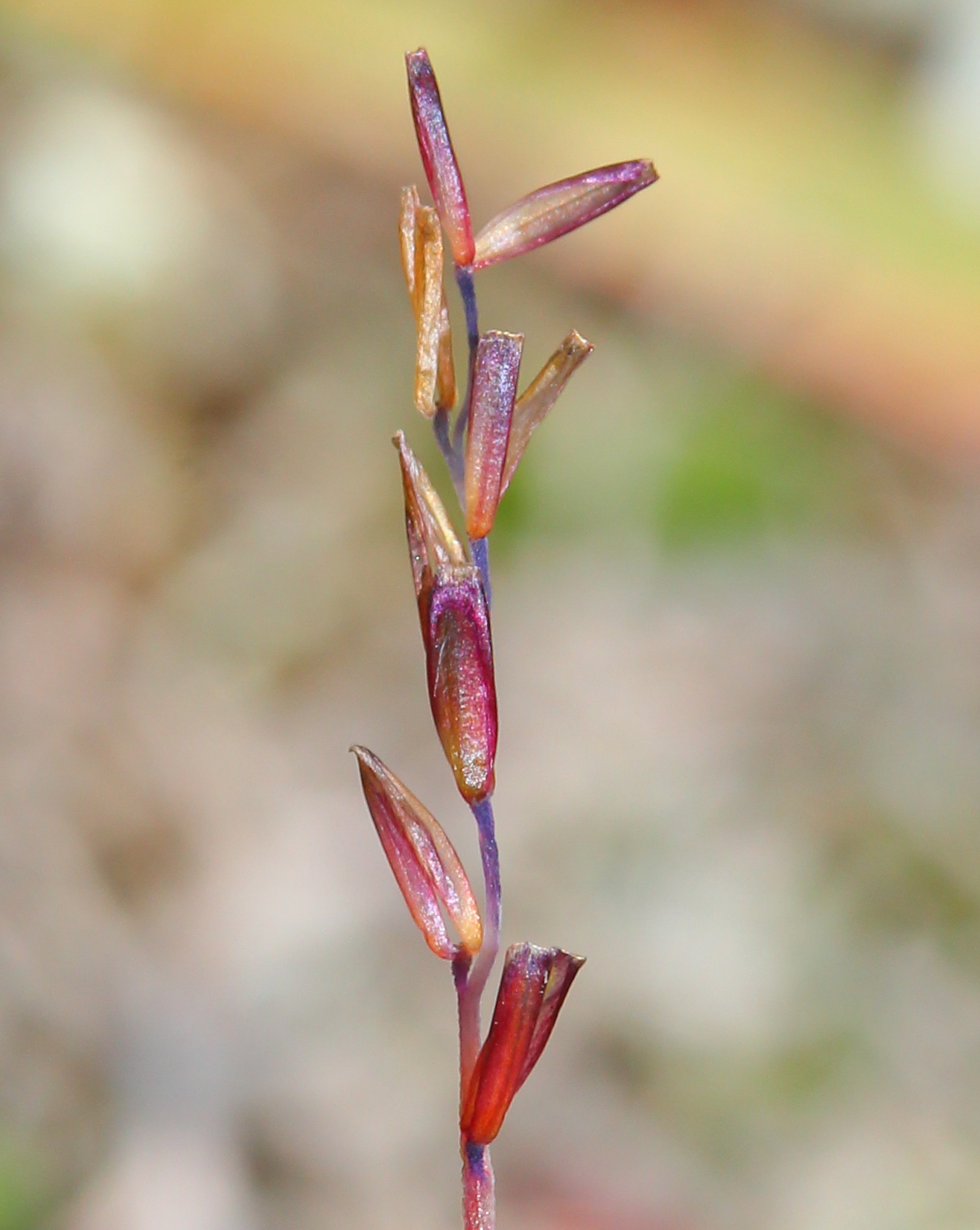
Blütenstand

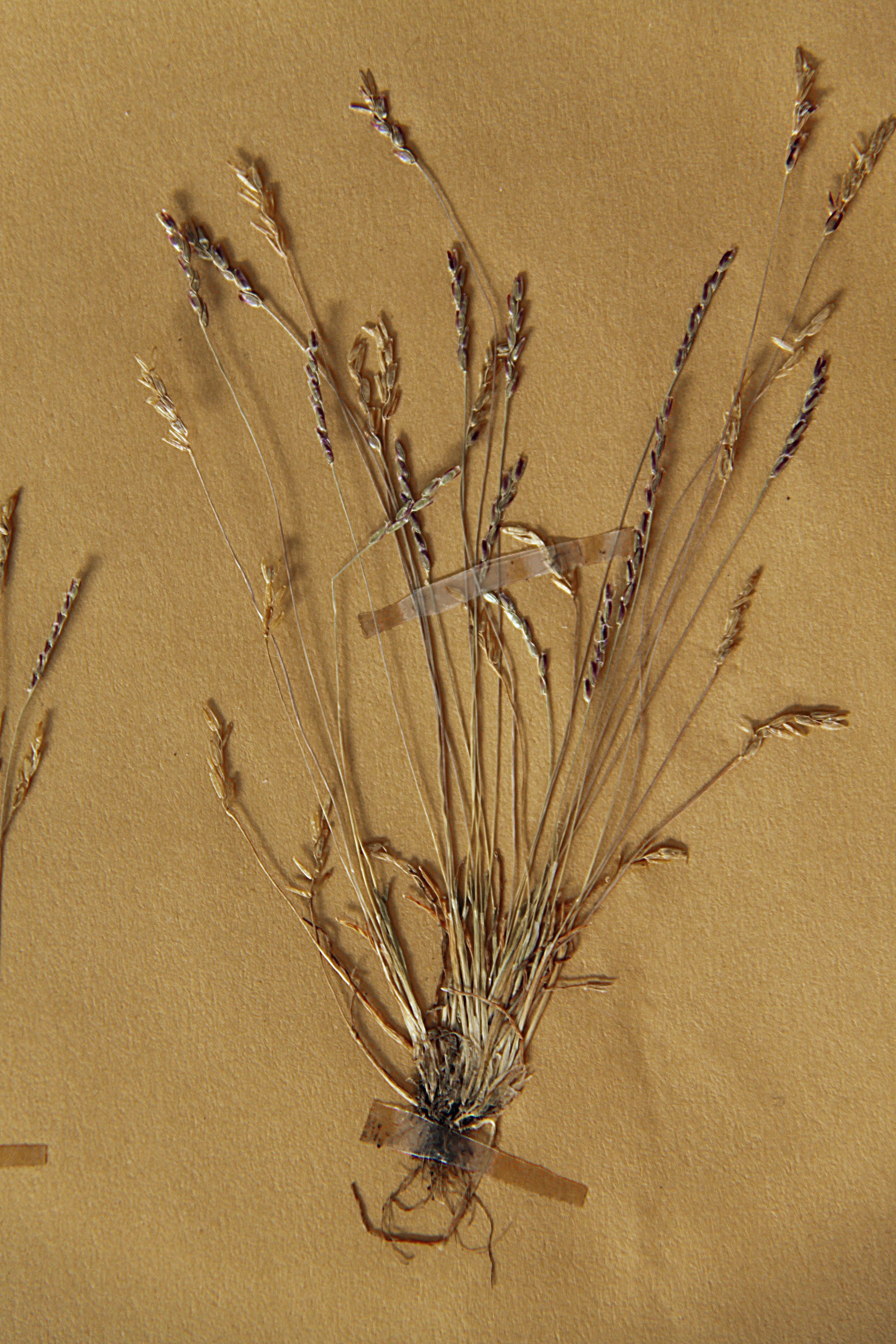
Herbarbeleg

### Vegetative Merkmale
Das Sand-Zwerggras ist eine einjährige krautige Pflanze, die Wuchshöhen von nur 2 bis 10, selten 15 Zentimetern erreicht. Dieses Gras wächst in Büscheln. Die aufrechten, fadenförmigen, unverzweigten, glatten und kahlen Halme besitzen zwei bis drei Knoten.
Das Blatthäutchen (Ligula) ist ein 1 Millimeter langer kragenförmiger, häutiger Saum. Die einfache Blattspreite ist 1 bis 2, selten 5 Zentimeter lang und etwa 0,5 Millimeter breit.

### Generative Merkmale
Die Blütezeit reicht von Februar bis Mai. Der ährenförmige, aufrechte, traubige Blütenstand ist 0,5 bis 2 Zentimeter lang, etwa 1 Millimeter breit und meist violett gefärbt. An der geschlängelten Hauptachse sitzen in zwei Reihen die Ährchen. Die Ährchen sind einblütig, 1,8 bis 3 Millimeter lang, am oberen Ende wie abgeschnitten. Die Hüllspelzen sind kahl. Die Deckspelze ist kurz und dicht behaart.
Die Chromosomenzahl beträgt 2n = 14.

## Ökologie
Das Sand-Zwerggras keimt schon im Spätsommer und bestockt sich sehr bald. Zur Blütezeit, die bei günstiger Witterung bereits im Dezember beginnen kann, entspringen einem einzelnen Büschel bereits mehrere hundert Halme. Zu Beginn der Anthese sind sie nur 3 bis 5 Zentimeter hoch, wachsen aber bis zur Fruchtreife bis zu Wuchshöhen 10 oder 15 Zentimetern. Durch das Nachwachsen im Büschel blüht dieses dann weiter meist bis März oder April. Eine gut ausgebildete Pflanze kann insgesamt etwa 4000 bis 5000 Früchte hervorbringen. Deshalb kann das Sand-Zwerggras manchmal in einem Massenbestand auftreten.

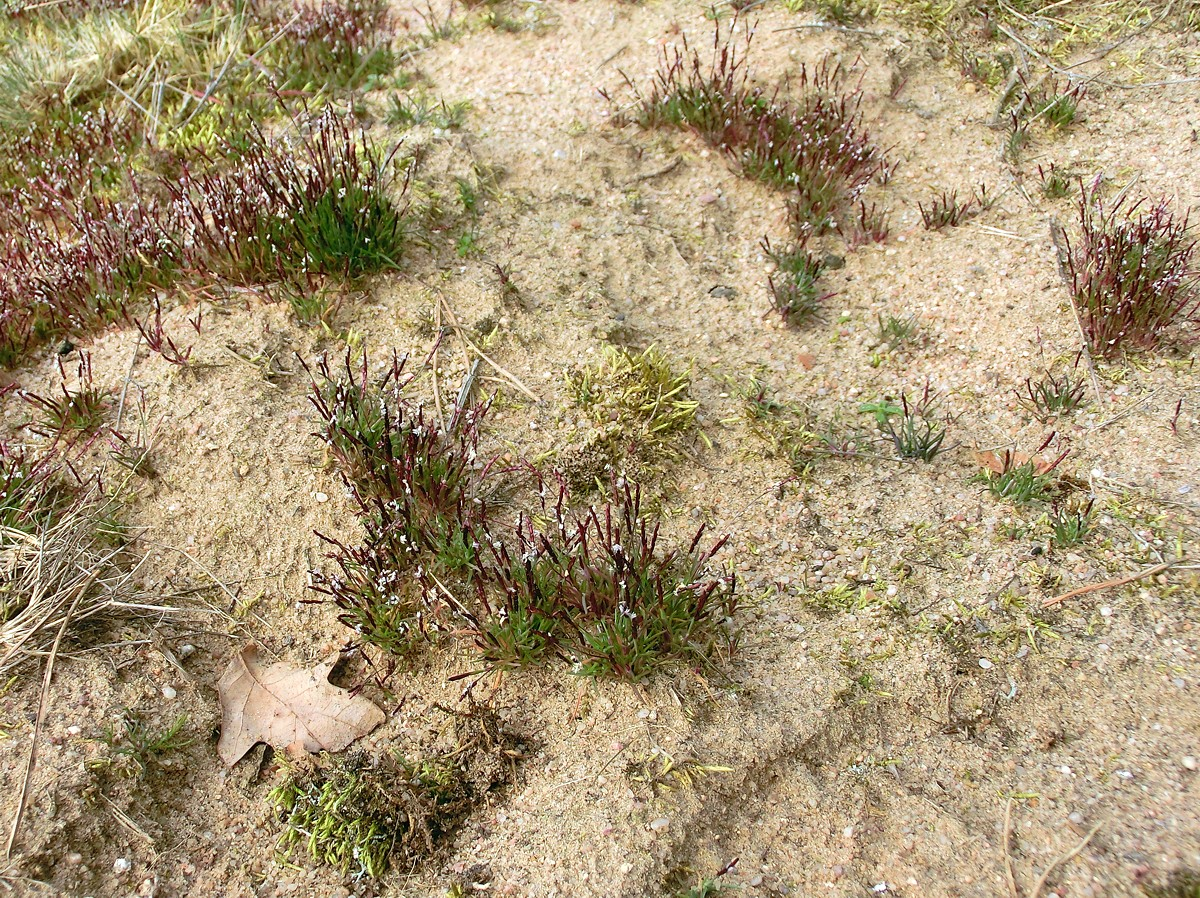
Habitus im Habitat

## Vorkommen
Das Hauptverbreitungsgebiet des Sand-Zwerggrases ist Westeuropa und reicht von Portugal und Spanien bis Frankreich, Großbritannien, den Niederlanden, Belgien, Norditalien sowie Südwestdeutschland. Es kommt in Marokko und Algerien, in Tschechien, der Ukraine und im Baltikum vor. Selten wird es auch verschleppt und kommt dann unbeständig vor.
In Deutschland ist das Sand-Zwerggras sehr selten und stark gefährdet (Rote Liste 2). Es kommt hauptsächlich in den Sandgebieten von Hessischer Rheinebene und Untermainebene vor.
Es gedeiht auf sommertrockenen, kalk- und humusarmen, neutralen bis mäßig sauren, lockeren, lehmigen oder reinen Sandböden in humid-wintermilder Klimalage. Es kommt vor auf Sandbrachen und in Silbergrasfluren (Ordnung Corynephoretalia). In Südeuropa wächst es in Therophyten-Gesellschaften meist auf Steingrusböden.

## Taxonomie
Die Erstveröffentlichung erfolgte 1753 unter dem Namen (Basionym) Agrostis minima durch Carl von Linné in Species Plantarum, Tomus 1, S. 63. Die Art wurde 1827 durch Nicaise Auguste Desvaux als Mibora minima (L.) Desv. in Flore de l'Anjou S. 46 in die Gattung Mibora gestellt. Weitere Synonyme für Mibora minima (L.) Desv. sind: Poa minima (L.) Stokes, Chamagrostis minima (L.) Borkh., Sturmia minima (L.) Hoppe, Mibora verna P.Beauv.
Der Gattungsname Mibora ist wie zahlreiche andere Namen von Michel Adanson ohne Erklärung und wahrscheinlich willkürlich gebildet. Das Artepitheton minima bedeutet 'die kleinste' oder 'Zwerg-'.

## Systematik
Die Gattung Mibora umfasst neben Mibora minima noch eine zweite Art:
- Mibora maroccana (Maire) Maire (Syn.: Libyella maroccana Maire): Sie kommt im nordwestlichen und im westlichen Marokko vor.[2] Mibora minima kommt in Marokko nicht vor.[2]